# Transducers
Transducersは、MEMS関係の国際学会の1つ。MEMS関係の学会では最大規模となっており、隔年ごとに開催されている。
「Transducers」と複数形で表記した場合は「学会」を指すが、「Transducer（トランスデューサ、変換器）」と単数形で表記した場合はセンサやアクチュエータを示す。たとえば、圧力を電気信号に「変換」するトランスデューサは圧力センサである。また、電気を力や変位に変換するトランスデューサはアクチュエータである。そのような意味でMEMSデバイスの多くは「トランスデューサ」であるといえる。